# Klein-Neusiedl
Klein-Neusiedl osztrák község Alsó-Ausztria Bruck an der Leitha-i járásában. 2022 januárjában 957 lakosa volt. 

## Elhelyezkedése

Klein-Neusiedl a Bruck an der Leitha-i járásban

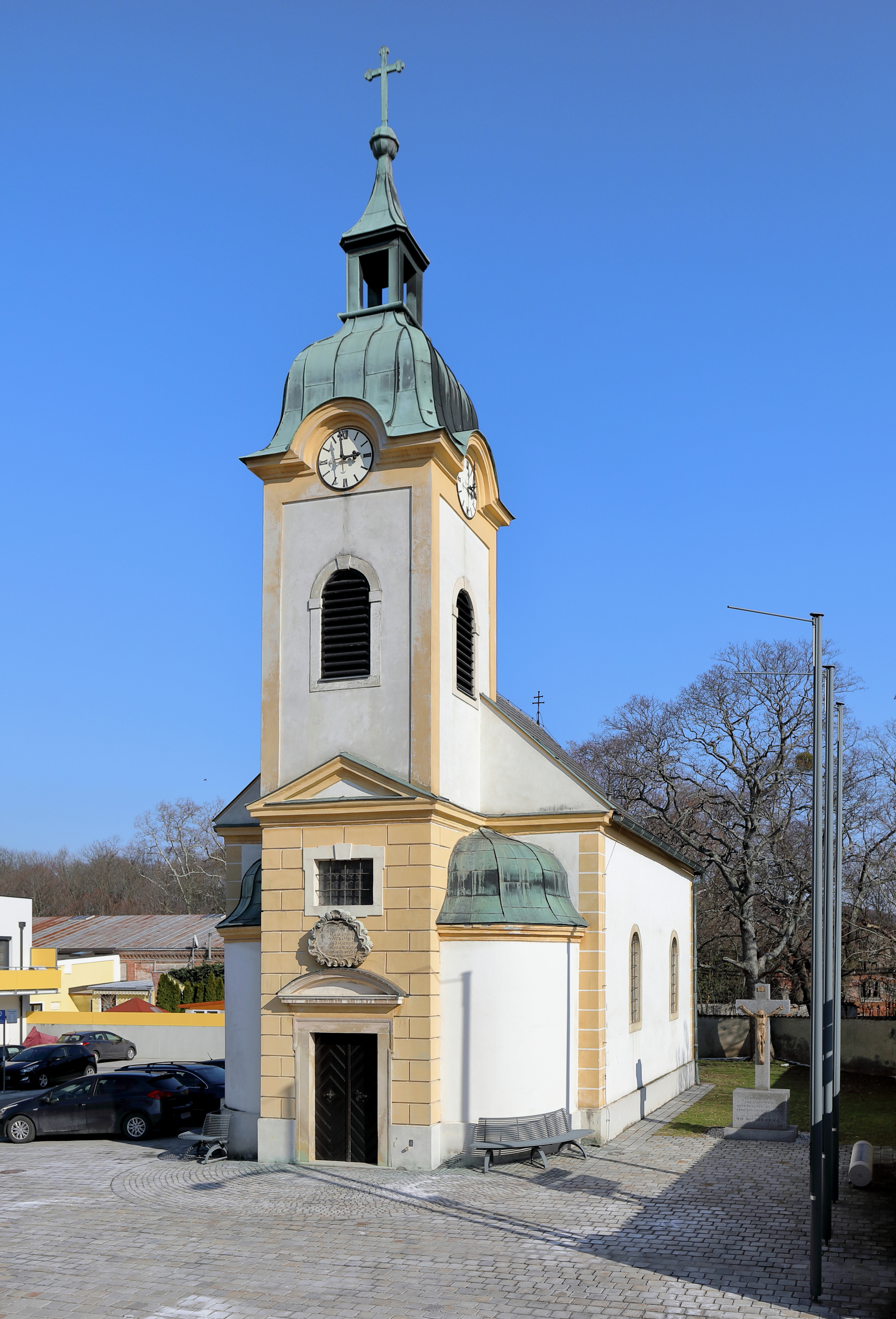
A Nepomuki Szt. János-plébániatemplom

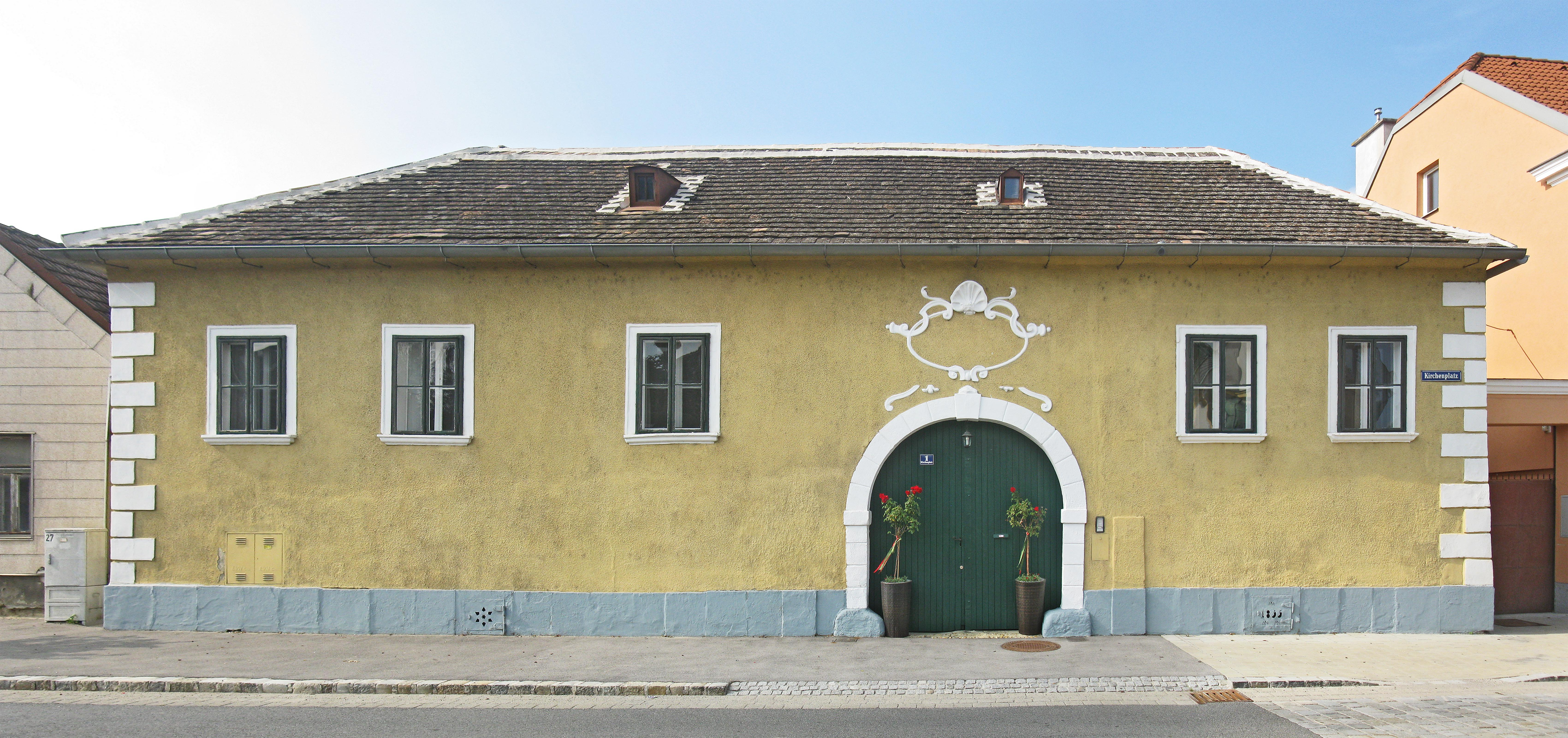
A Pfister-ház

Klein-Neusiedl a tartomány Industrieviertel régiójában fekszik, a Bécsi-medencében, a Fischa folyó mentén. Területének 3,5%-a erdő, 56,1% áll mezőgazdasági művelés alatt. Az önkormányzathoz egyetlen település tartozik.
A környező önkormányzatok: északra Fischamend, keletre Enzersdorf an der Fischa, délre Schwadorf, nyugatra Schwechat.

## Története
Klein-Neusiedlt 1203-ban említik először a passaui püspök és V. Lipót herceg közötti birtokcserét dokumentáló oklevélben. Bécs 1683-as ostromakor a törökök elpusztították a várát. Helyén 1793-ban Ignaz Theodor Pachner Edler von Eggenstorf megalapította a Bécsi-medence legnagyobb papírgyárát, amely akkor 350 munkást foglalkoztatott. 
Az 1938-as Anschlusst követően létrehozták Nagy-Bécset és többek között Klein-Neusiedlt is a főváros 23. kerületéhez csatolták. A község 1954-ben nyerte vissza önállóságát, amikor az akkor létrehozott Bécskörnyéki járáshoz kapcsolták. A járás 2016-ban megszűnt, azóta a Bruck an der Leitha-i járás része. 

## Lakosság
A klein-neusiedli önkormányzat területén 2022 januárjában 957 fő élt. A lakosságszám 1910-ben érte el a csúcspontját 1417 fővel, azóta többé-kevésbé csökkenő tendenciát mutat. 2020-ban az ittlakók 80,7%-a volt osztrák állampolgár; a külföldiek közül 1% a régi (2004 előtti), 11,8% az új EU-tagállamokból érkezett. 5,4% az egykori Jugoszlávia (Szlovénia és Horvátország nélkül) vagy Törökország, 1,2% egyéb országok polgára volt. 2001-ben a lakosok 68,3%-a római katolikusnak, 4,7% evangélikusnak, 2,5% ortodoxnak, 2,5% mohamedánnak, 20,7% pedig felekezeten kívülinek vallotta magát. Ugyanekkor a legnagyobb nemzetiségi csoportokat a németek (89,9%) mellett a szerbek (2,8%), a magyarok (1,4%), a horvátok (1,4%), a törökök (1,3%) és a bosnyákok (1,2%) alkották.
A népesség változása:

| 2016 | 902 |
| 2018 | 907 |

## Látnivalók
- a Nepomuki Szt. János-plébániatemplom
- a 17. századi Pfister-ház
- a volt papírgyár és parkja

## Fordítás
- Ez a szócikk részben vagy egészben  a   Klein-Neusiedl című német Wikipédia-szócikk ezen változatának fordításán alapul.  Az eredeti cikk szerkesztőit annak laptörténete sorolja fel. Ez a jelzés csupán a megfogalmazás eredetét és a szerzői jogokat jelzi, nem szolgál a cikkben szereplő információk forrásmegjelöléseként.